# A Storm in Heaven
A Storm in Heaven, pubblicato nel giugno 1993, è l'album di debutto del gruppo alternative rock The Verve (allora chiamati semplicemente Verve).

## Tracce
1. Star Sail – 3:59
2. Slide Away – 4:03
3. Already There – 5:38
4. Beautiful Mind – 5:27
5. The Sun, The Sea – 5:16
6. Virtual World – 6:20
7. Make It 'Til Monday – 3:05
8. Blue – 3:24
9. Butterfly – 6:39
10. See You in the Next One (Have a Good Time) – 3:07

## Formazione
- Richard Ashcroft - voce, basso, chitarra, percussioni
- Simon Jones - basso, cori
- Peter Salisbury - batteria, percussioni
- Nick McCabe - chitarra, tastiere, pianoforte, fisarmonica

### Altri musicisti
- Simon Clarke - flauto
- Yvette Lacey - flauto
- The Kick Horns - corni